# Бардач-Ялова, Элина
Элина Бардач-Ялова  (ивр. אלינה ברדץ'-יאלוב‎, род. 20 января 1982, Москва) — израильский политик, депутат Кнессета 24-го созыва от партии Наш дом Израиль.

## Биография
Элина Бардач-Ялова родилась 20 января 1982 года в Москве, где и прошло её раннее детство. Отец — инженер-электронщик, мать — конструктор в авиапроме. В 1995 году репатриировалась в Израиль вместе с родителями. Жила в городах Ришон-ле-Цион и Беэр-Шеве, а затем поселилась в Ашдоде.
Элина — выпускница Университета имени Бар-Илана Израиль где изучала политологию (B.A.) и журналистику (M.A.).
Докторат по журналистике (D.) в Лидсском университете, Великобритания.
Опубликовала ряд работ и исследований в области социологии и стратегических коммуникаций.

### Трудовая деятельность
Элина Бардач-Ялова работала в Университете имени Бар-Илана и нескольких колледжах: академическом колледже «Тель-Хай», академическом колледже «Бейт-Берл» в Кфар-Саве, педагогическом колледже имени Давида Елина и академическом колледже Хадасса, где преподавала стратегию информационной войны, теорию асимметричных конфликтов и стратегические коммуникации.
Была политическим обозревателем Девятого канала ИТВ, советником премьер-министра Израиля Биньямина Нетаньяху, пресс-секретарём в министерстве обороны Израиля, а также советником по работе с прессой председателя НДИ Авигдора Либермана.

### Карьера в партии и политике
В 2021 году на выборах в Кнессет 24-го созыва Бардач-Ялова занимала десятое место в предвыборном списке партии Наш дом Израиль и стала депутатом Кнессета.
Планирует заниматься вопросами, связанными с алиёй и интеграцией репатриирующихся в Израиль, проблемами пожилых людей, высшим образованием на периферии, а также статусом женщин.
После парламентских выборов в ноябре 2022 года в состав Кнессета 25-го созыва не вошла.

### В Кнессете
- Кнессет 24-го созыва: 15 июня 2021 — 15 ноября 2022 года.

### Фракции
- Кнессет 24-го созыва: «Наш дом — Израиль»

### Деятельность в комиссиях
Кнессет 24-го созыва
- Член комиссии по обращениям граждан
- Член комиссии по труду, благосостоянию и здравоохранению
- Исполняющая обязанности в финансовой комиссии
- Член специальной комиссии по делам иностранных рабочих
- Член специальной комиссии по делам Фонда для граждан Израиля
- Член совместной комиссии к Закону о постоянной службе в ЦАХАЛе (пенсия)
- Председатель подкомиссии по содействию занятости и помощи пенсионерам, не имеющим пенсионной защиты
- Член подкомиссии по вопросу техники безопасности

### Деятельность в лобби
Кнессет 24-го созыва
- Председатель лобби за борьбу с авариями на дорогах
- Председатель лобби за студентов
- Член лобби за усиление положения и имени культуры Израиля среди народов мира
- Член лобби за продвижение и равенство друзского общества в Израиле
- Председатель лобби за продвижение статуса женщин на периферии
- Член лобби за местные советы приморской полосы
- Член лобби за еврейский народ

### Иные должности в Кнессете
- Кнессет 24-го созыва
- Председатель межпарламентского общества дружбы Израиль-Киргизстан
- Председатель межпарламентского общества дружбы Израиль-Нигерия
- Председатель межпарламентского союза дружбы Израиль-Азербайджан
- Председатель парламентского общества дружбы Израиль – Казахстан
- Член дипмиссии Кнессета в Парламентскую ассамблею НАТО
- Председатель межпарламентского общества дружбы Израиль-Кения

## Личная жизнь
Элина Бардач-Ялова замужем за Леонидом Бардачем, живут в Ашдоде с сыном Хананиэлем 2013 года рождения.